# Corpus separatum (Fiume)
Corpus separatum, un término latino que significa "cuerpo separado", se refiere al estatus de la ciudad de Fiume (actual Rijeka, Croacia) mientras se le otorga un estatus legal y político especial diferente de su entorno bajo el gobierno del Reino de Hungría. Conocida formalmente como Ciudad de Fiume y su distrito (en húngaro: Fiume város és kerülete), fue instituida por la emperatriz María Teresa en 1779, determinando el estatus semiautónomo de Fiume dentro de la monarquía de los Habsburgo hasta la caída de la dinastía Imperio austrohúngaro en 1918.

## Orígenes
María Teresa, con su decisión soberana del 2 de octubre de 1776, renunció a la posesión de Fiume, que durante mucho tiempo fue administrada con los feudos hereditarios adyacentes de la Austria Interior de los Habsburgo dentro del Sacro Imperio Romano Germánico, y se la dio al Reino de Hungría, del que también era reina, con vistas a fomentar el comercio. Dado que Hungría propiamente dicha estaba a unos 500 kilómetros de distancia, la ciudad fue inicialmente anexada al Reino de los Habsburgo de Croacia, cuyo territorio comenzaba al este de las murallas de la ciudad. Croacia fue gobernada en unión personal con Hungría desde 1102, y con ella formó las Tierras de la Corona de San Esteban.
Dos años y medio después, María Teresa, en su calidad de reina de Hungría, mediante un rescripto real fechado el 23 de abril de 1779, sometió la ciudad de Fiume directamente a la Corona húngara como corpus separatum (es decir, no como parte de Croacia, que se encontraba en unión personal con Hungría). Dado que Fiume debía cumplir una función similar para Hungría a la que la Ciudad Imperial Libre de Trieste cumplía para las tierras de los Habsburgo, los estados húngaros (y probablemente la reina) querían otorgar a la ciudad un grado de autonomía institucional similar al que ya disfrutaba Trieste. Según el rescripto de María Teresa, Fiume fue creada como corpus separatum, es decir, un organismo político con mayor autonomía que una ciudad imperial libre o un condado húngaro, y un territorio comparable a las demás partes anexas que constituían la Corona de San Esteban. La posición de la ciudad era así comparable a la de la regna: así como Trieste era considerada una tierra de la corona de las tierras hereditarias austriacas (Erblande), Fiume era considerada una pars annexa de la corona.
Tras el rescripto real del 23 de abril de 1779, se preparó el escenario para todos los enfrentamientos políticos que se producirían en Fiume durante más de siglo y medio. En cierto sentido, puede decirse que toda la historia posterior fue una larga nota a pie de página sobre cómo interpretar las dos leyes de 1776 y 1779. La ley sentó un precedente para la praxis constitucional húngara, ya que era la primera vez que una parte del Sacro Imperio Romano Germánico (y un feudo hereditario de los Habsburgo) se otorgaba al reino húngaro-croata. Por lo tanto, dado que los estados croata y húngaro tenían intereses muy divergentes con respecto a Fiume, elaboraron interpretaciones muy diferentes del rescripto. Los croatas se negaron a aceptar la interpretación húngara del documento; negaron que la ciudad pudiera haber sido excluida del territorio circundante, que ya estaba enmarcado en un comitatus.
Durante las Guerras Napoleónicas, la ciudad formó parte brevemente de las Provincias Ilirias, poniendo fin a su condición de corpus separatum. Fiume regresó a la Corona Húngara en 1822; tras la Revolución de 1848 y la promulgación de la Constitución de Marzo Austriaca, la ciudad fue incluida en el reino autónomo croata como sede de un comitatus sin autonomía especial.

## Acuerdo Croata-Húngaro
En 1868, tras el Compromiso Austrohúngaro de 1867, que creó el Imperio austrohúngaro, se permitió a Croacia negociar su propio acuerdo con Hungría. El Acuerdo Croata-Húngaro definitivo dejó la posesión de Fiume sin resolver, a la espera de futuras negociaciones según el artículo 66, tal como figuraba en la versión croata, mientras que en la versión húngara, Fiume fue declarado un Corpus separatum directamente conectado a las Tierras de la Corona de San Esteban y, por lo tanto, no entraba dentro del ámbito de la autonomía croata dentro del reino, sino dentro del ámbito del parlamento y gobierno húngaros conjuntos. Como es lógico, cada parlamento firmó su respectivo tratado, pero cuando ambas versiones fueron presentadas al emperador Francisco José I para su firma, se había adherido sobre la versión croata un trozo de papel (el Kriptic) que contenía una traducción al croata de la reclamación húngara sobre Fiume. El acuerdo se definió como provisional. Para una solución definitiva era necesario un acuerdo entre Hungría, Croacia y Fiume, que nunca se logró hasta la disolución de Austria-Hungría en octubre de 1918.

## Corpus separatum (1870–1918)
La administración del Corpus separatum se estableció mediante el Estatuto emitido el 17 de abril de 1872 por el Ministro del Interior húngaro. Al frente de Fiume y su distrito (húngaro: Fiume város és kerülete) se encontraba el Gobernador, nombrado directamente por el Rey a propuesta del Primer ministro de Hungría. El Gobernador de Fiume tenía derecho a ser miembro de la Cámara de los Magnates. La autonomía municipal se confió a una Rappresentanza de 56 miembros, cuyo mandato duraba seis años. Los ciudadanos tenían derecho a elegir a su representante en la Cámara de Representantes. A partir de 1896, el Gobierno húngaro redujo el alcance de la autonomía municipal, que prácticamente se extinguió en 1913.
Fiume y el distrito administrado como corpus separatum tenían una superficie total de 21 kilómetros cuadrados y comprendían la ciudad (Fiume) y tres aldeas:
- Cosala (Italiano) o Kozala (Croata)
- Drenova (Italiano y Croata)
- Plasse (Italiano) o Plase (Croata)

## Después de 1918
El territorio de Fiume después del final de la Primera Guerra Mundial se vio envuelto en una serie de acontecimientos que, después de varias ocupaciones militares (la más duradera fue la dirigida por Gabriele D'Annunzio, también llamada Regencia Italiana de Carnaro), vieron la creación de una efímera entidad sucesora en el Estado Libre de Fiume.
El Estado Libre existió oficialmente 4 años, antes de ser ocupado militarmente y finalmente anexado al Reino de Italia como parte de la Provincia de Fiume en 1924, anexión que marcó el final de la histórica autonomía de Fiume.

## Demografía
En 1900, el corpus separatum contaba con una población de 38.955 habitantes y, para 1910, ascendió a 49.608. Según el censo realizado por el Consejo Nacional Italiano de Fiume (en italiano: Consiglio Nazionale Italiano di Fiume) en diciembre de 1918, tras la toma de la ciudad de Fiume por el ejército italiano, tras la Primera Guerra Mundial, la población descendió a 45.885 habitantes. Su composición, identificada por su asociación con las comunidades lingüísticas, era la siguiente:
| Etnia | 1900           | 1910            | 1918           |
| --- | -------------- | --------------- | -------------- |
| Italiano* | N/D            | 23.283 (46,94%) | 28.911 (62,5%) |
| Croata** | 7.497 (19,3%)  | 15.731 (31,71%) | 9.092 (19,6%)  |
| Esloveno* | N/D            | 3973 (7,94%)    | 1674 (3,6%)    |
| Húngaro | 2842 (7,3%)    | 3619 (7,29%)    | 4431 (9,6%)    |
| Alemán | 1945 (5,0%)    | 2476 (4,99%)    | 1616 (3,5%)    |
| Inglés* | N/D            | 202 (0,41%)     | N/D            |
| Checo-Moravo* | N/D            | 185 (0,37%)     | N/D            |
| Serbio | 55 (0,1%)      | 70 (0,14%)      | N/D            |
| Francés* | N/D            | 40 (0,08%)      | N/D            |
| Polaco* | N/D            | 36 (0,07%)      | N/D            |
| Rumano | 23 (0,0%)      | 29 (0,06%)      | N/D            |
| Eslovaco | 29 (0,0%)      | N/D             | N/D            |
| Otro* | 26.564 (68,2%) | N/D             | N/D            |
| El censo de 1900 no identifica específicamente a los grupos lingüísticos (marcados con un asterisco) El censo de 1910 identifica al grupo como croata-ilirios (marcados con dos asteriscos) |                |                 |                |

Según el censo de 1900, el condado estaba compuesto por las siguientes comunidades religiosas:
Total:
- Católica Romana: 36,104 (92.7%)
- Judíos: 1,172 (3.0%)
- Griegos ortodoxos: 703 (1.8%)
- Calvinistas: 423 (1.1%)
- Luteranos: 261 (0.7%)
- Católicos griegos: 73 (0.2%)
- Unitarios: 11 (0.0%)
- Otro o desconocido: 208 (0.5%)

Según el censo de 1910, el condado estaba compuesto por las siguientes comunidades religiosas: 
Total:
- Católica Romana: 45,130 (90.61%)
- Judíos: 1,696 (3.41%)
- Calvinistas: 1,123 (2.25%)
- Griegos ortodoxos: 995 (2.0%)
- Católicos griegos: 467 (0.94%)
- Luteranos: 311 (0.62%)
- Unitarios: 16 (0.03%)
- Otro o desconocido: 68 (0.14%)